# Briken Calja
Briken Calja (ur. 19 lutego 1990 w Elbasanie)  – albański sztangista, dwukrotny reprezentant Albanii na Letnich Igrzyskach Olimpijskich (2012, 2016) w kategorii do 69 kg.
Wielokrotny reprezentant Albanii w podnoszeniu ciężarów.
W 2013 roku u zawodnika wykryto doping i zawieszono go na okres dwóch lat.